# Farāmān
Farāmān (persiska: فرامان) är en ort i Iran.   Den ligger i provinsen Kermanshah, i den västra delen av landet, 400 km väster om huvudstaden Teheran. Farāmān ligger 1 280 meter över havet och antalet invånare är 223.
Terrängen runt Farāmān är kuperad åt sydost, men åt nordväst är den platt. Farāmān ligger nere i en dal. Runt Farāmān är det ganska tätbefolkat, med 199 invånare per kvadratkilometer. Närmaste större samhälle är Sarāb-e Sar Fīrūzābād, 17,0 km söder om Farāmān. Omgivningarna runt Farāmān är i huvudsak ett öppet busklandskap.